# Свиленград
 Тази статия е за града в България.  За града в Кападокия, Турция, вижте Мустафапаша (вилает Невшехир).  
Свѝленград е град в Южна България, административен център на община Свиленград, област Хасково. Градът се намира в близост до границата с Турция и Гърция. По данни на ГРАО към 15 март 2024 г. в града живеят 17 920 души по настоящ адрес и 19 936 души по постоянен адрес.

## География
Свиленград се намира в непосредствена близост до точката, където се събират трите държавни граници – на България, Гърция и Турция. Отстои на около 70 km, 150 km и 300 km югоизточно, съответно от Хасково, Пловдив и София, на 2 km северно от гръцката и на 14 km северозападно от турската граница, на 30 km и 265 km северозападно, съответно от Одрин (Едирне) и Истанбул. Свиленград е една от входните врати на България.
Свиленград е разположен по двата бряга на река Марица, в нейната долина, ограничена от Източните Родопи и Тунджанския масив в частта му Бранница (Сакар планина). Тук е налице един дълъг и оформен пролом, който започва от Симеоновград и свършва при Одрин. Проломът е последица от тектонични явления, но се е оформил и продължава да се оформя от течението на Марица. В края на плиоцена, поради хлътване на Бяло море, се е засилила и регресивната ерозия на реката. В пролома се откриват тераси от някогашното по-високо ниво на Марица. В Горнотракийската низина се наблюдават и съвременни промени поради тектонични явления.
Релефът от двете страни на пролома при Свиленград се очертава от издигащите се Източни Родопи и на север от Сакар планина. Източните Родопи на юг се ограничават от тясната долина на река Арда, най-високият връх е Шейновец – 704 m.
Река Марица в пролома има малко притоци, по-големи и постоянни са река Съзлийка и река Олудере, другите реки са малки и през лятото пресъхват. В дългия Маришки пролом реката тече бавно из нешироко и често запълнено с пясъци корито и е образувала много пясъчни острови.
Двата големи квартала на Свиленград, Канаклия (от тур. предградие) и Бандърлия (от тур. благородник), са разположени върху свлачището на река Канаклийска (Сухата река) при вливането ѝ в Марица. По-голямата, висока част на квартал Канаклия е върху чакълестата част на това свлачище, към юг кварталът е върху ситните му наносни пясъчни материали, както и Бандърлия. Третият квартал на града, Гебран (от тур. неверник / християнин), който е и най-малкият, е разположен върху слабо издигната земя в заливната долина на Марица и когато нивото на реката се повиши в миналото е бил заливан.
В климатично отношение Свиленград и околността му до Харманли спадат към преходно средизимноморската климатична област в България. Температурните условия се характеризират със следните показатели:
- януарските температури са над нула градуса, с около 2,5 °C по-високи от тези в Горнотракийската низина (преходната континентална област)
- юлските температури са също високи, но годишната амплитуда е по-малка в сравнение с тези в преходната континентална област.

Свиленградско-Одринската област се приближава към средизимноморския климат, където годишната амплитуда е под 20 °C.
Свиленградският район се очертава като един от най-топлите в България, характеризиращ се със сухо и горещо лято и топла и дъждовна зима. Друго благоприятно обстоятелство от селскостопанско гледище тук са редките късни пролетни застудявания и слани или също редките ранни есенни мразове и слани. Свободният от застудявания и слани период през годината е сравнително най-дълъг.
Преобладаващите ветрове в града са северозападните (24,4%), след него са североизточните (10,8%). Южният вятър е по-рядко явление („бял вятър“, 2,2%), тихото време е 38%. Есента е най-тиха (43,6%), след нея зимата. Средногодишни ясни дни 107,2, мрачни дни 84,9. Валежите през годината в Свиленградско също показват връзката със средизимноморския климат. Сезонният максимум на валежите в Свиленград е през зимата, през декември – 67 mm, а през август е едва 22 mm.
В Свиленградския край и специално в долината на Марица са типични гъстите върбови гори и пирамидалната топола, а също и нискорасъл дъб и габър. От полската фауна още са запазени заекът, яребицата, кекликът и др.

## История
Благоприятните природни условия в Свиленградския край и стратегическото му географско разположение са причина той да бъде населяван от дълбока древност. Според Анастас Разбойников, най-старите следи от човешки живот датират от края на новокаменната и каменномедната епоха. През бронзовия и железния период земите около днешния Свиленград били населявани от тракийското племе одриси. От времето на траките са останали следи от селища, надгробни могили, светилища, долмени и други. В старата махала Канаклия е съществувала местност Могилата, наречена по името на голяма могила, в околностите на която са намирани останки от колесници. Наблюденията на Анастас Разбойников се потвърдиха през 2003 – 2004 година при спасителните разкопки по трасето на АМ „Тракия“ на хълма над махала Канаклия, където се откри ямно светилище от желязната епоха.
Забележителна е и гробницата при близкото село Мезек в група от три надгробни могили на 7 км от Свиленград.

### Римски период
Немалко свидетелства са останали и от времето на римската епоха. При днешния Свиленград е имало римска крайпътна станциия (лат. mansio), а на хълма Хисарлъка личали стените на антично укрепление. Споменава се във всички римски пътеводители като Бурденис, Бурдипта или Бурдиста. В Пойтингеровата карта се описва с името Burdenis, поставено на 20 римски мили (ок. 30 km) от Адрианопол. В Антониновия пътеводител се споменава като Burdipta на 22 римски мили (ок. 31 km) от Адрианопол. В Бурдигалския пътеводител (334 – 334 г. сл. Хр.) монах от Бордо описва своето поклоническо пътуване до Божи гроб, в което наименува селището като Burdista.
Селището е разположено на един от най-важните римски пътища Via Militaris, свързващ източните провинции на империята с Италия (Constantinopol – Hadrianopol – Philipopol – Serdics – Naisos – Singidunim – Acquileia). Останки от калдаръма на стария римски път са личали до началото на ΧΧ в. по левия бряг на Марица, по протежението на стария път за Стара Загора, наричан от местните хора „Стар Момковски път“ или „Старозагорски път“.
Късноантичният автор Прокопий Кесарийски пише, че при император Юстиниан (483 – 565 г. сл. Хр.) било построено или заздравено укрепление, назовано Бурдепто (гр. Βουρδέπτω). Много историци свързват този градеж със старите руини в м. Хисаря при старата махала Канаклия в Свиленград.

### Средновековие
Районът бил оживен кръстопът и арена на непрестанни войни и след създаването на българската държава. При хан Крум (803 – 814 г.) българските войски често са опустошавали райони на империята, според триумфалните колони от Плиска за превземането на крепостите Скутарион (дн. с. Щит), Проват и др.
В каменен надпис на хан Маламир (830 – 836 г.), известен като Маламирова летопис, се споменава превземането на крепост от българските войски, заедно с друго укрепление в района на Сакар – Проват. Наименованието на крепостта не е запазено докрая и личи само началото „Бур...“ (гр. Βουρ...), което може да се чете като Бурдизон (дн. Бабаески в Турция), според Иречек и Бешевлиев, или Бурдепто, според Разбойников.
| „                  | ... [от Бога] архонт. дядо ми Крум... [Ом]уртаг баща ми като направи 30-годишен мир добре живя с гърците и отначало [и аз] добре живях, но гърците опустошиха земите ми и архонтът Маламир, като управляваше с кавхан Исбул, отиде срещу гърците и крепостта Проват и крепостта Бур.. и земите на гърците... и направи всичко славно и дойде до Филипопол и [...] и тогава кавхан Исбул заедно с преславния архонт се срещна с... [...] | “ |
| Маламирова летопис | |   |

С този край е свързана една от най-големите битки в средновековната българска история. През 1205 г. войските на Калоян нанасят първото голямо поражение на непобедимата дотогава латинска армия, предвождана от император Балдуин. Предполага се, че мястото на битката е било северно от Адрианопол, в подножието на Маточинската крепост.
През 1371 г. на отсрещния десен бряг на р. Марица при Чермен се разиграва Черноменската битка между войските на султан Мурад I и християнските сили под командването на крал Вълкашин и деспот Углеша, завършила с катастрофално поражение за християните.
Падането на България под османско владичество задълго определя историческата съдба на населението на Свиленградския край. Тук съществувало селище, известно под името Кинекли или Канаклия, което, разположено на най-краткия път от Цариград за Европа, имало важно стратегическо значение. 
Преди построяването на моста през р. Марица е преминавал брод с големи салове. През 1433 г. оттук преминава бургундският пилигрим Бертрандон де ла Брокиер, тогава първи оръженосец на Филип Добрия, херцог на Бургундия, който пътува до Божи гроб и обратно, за да разузнае възможности за нов кръстоносен поход. Брокиер описва как през първия ден път от Адрианопол нагоре по р. Марица той и другарите му, на брой 10 души с коне, са превозени с такъв сал на 12 март 1433 г. Измежду пътниците бил и миланският посланик до турския султан в Адрианопол
През 1529 г. на река Марица е построен мост, представляващ значимо за времето си съоръжение. Мостът сега свързва двете части на Свиленград. Около моста възникнало ново селище – Джесир Мустафа паша, превърнало се през втората половина на 16 век в град.
 

През 1578 г. градът е описан в дневника на немския учен Стефан Герлах, духовник и секретар на барон Давид Унгнад, посланик на Свещената римска империя при Високата порта в Цариград от 1574 до 1579 г. След завършване на своята мисия, баронът и свитата му преминават р. Марица през градче, наречено Мустафа паша кюпрюсю, в средата на което има голям каменен мост със същото име. В дневника си Стефан Герлах пише следното: 
"Мустафа паша кюпрю[...] се разделя на две части от един дълъг каменен мост над реката Мерич или на български Марица. В частта към Адрианопол Мустафа паша е построил джамия, кервансарай и други пристройки, много занаятчийски и търговски дюкяни (Institotum), всички покрити с олово. Там живеят само турци и ние останахме да пренощуваме. Оттатък реката и този дълъг мост, също построен от Мустафа, на когото е наречено селището, живеят само гърци и българи, който имат ниски малки колибки и продават доста хубаво вино. 

От Адрианопол дотук е хубаво равно поле с жита и от двете страни приятна, но не висока планина. Под нея, край гореспоменатата река, има няколко хубави села едно след друго." 

### Възраждане
По време на османското владичество населението на града самоотвержено се бори за съхраняване на националното си самосъзнание. През 1847 г. е построено училище за светски науки. В това училище през периода 1872 – 1873 учителства патриархът на българската литература Иван Вазов. През 1870 г. отваря врати читалище „Звезда“. Друг възрожденски учител – Петър Станчов, става кръстник на града, като му дава в 1874 г. звучното име Свиленград. Селището започва да се нарича така едва през 1913 г.
На път за Цариград оттук са преминавали и са отсядали известни български революционери, просветни дейци и възрожденци – Георги Раковски, Петко Славейков, Христо Г. Данов, Драган Цанков, Константин Величков. В града е идвал и Васил Левски. Тук през 1871 г. той основал таен революционен комитет. На 8 януари 1878 г. в Свиленград влизат руските войски, командвани от генерал Александър Струков. Година по-късно след Берлинския договор градът е оставен под турска власт.
34 години по-късно, по време на Балканската война, Свиленград е освободен и преминава отново в пределите на България. Това става на 5 октомври 1912 г., след като българската войска превзема връх Шейновец в Родопите. По време на Балканската война край Свиленград е оборудвано първото дотогава военно летище.
Новоосвободеният град се радва за кратко. Той е разорен и опожарен къща по къща през лятото на 1913 г., когато Турция се намесва в Междусъюзническата война срещу България. Окончателно градът е освободен в края на септември 1913 г., след като в Цариград е сключен нов мирен договор между България и Турция. Според определената нова граница Свиленград остава в България. Завърналите се негови жители възраждат града от пепелищата и го съграждат наново.

## Население
Според данните за адресните регистрации на ГРАО, към 2015 г. в общината са регистрирани по настоящ адрес 18 842 души, а през 2020 г. са 18 414 души. При преброяването през 2011 г. НСИ установява 18 115 жители за град Свиленград.
Преобладаващо източноправославно вероизповедание. В града има четири православни храма - църквата "Света Троица" в махала Канаклия, "Свети Димитър" в Баяндър, "Живоприемни източник" в Гебран и "Свети Иван Рилски" в квартал Гарата. От 2005 година съществува и конгрешанска църковна община, част от Съюза на евангелските съборни църкви. В града има и мюсюлмани.
Численост на населението според преброяванията през годините:
| \| Година на преброяване \| Численост \| \| --------------------- \| --------- \| \| 1934 \| 10 385 \| \| 1946 \| 10 730 \| \| 1956 \| 12 111 \| \| 1965 \| 13 832 \| \| 1975 \| 15 169 \| \| 1985 \| 17 476 \| \| 1992 \| 18 643 \| \| 2001 \| 19 036 \| \| 2011 \| 18 115 \| \| 2021 \| 16 797 \| |           |
| Година на преброяване | Численост |
| 1934 | 10 385    |
| 1946 | 10 730    |
| 1956 | 12 111    |
| 1965 | 13 832    |
| 1975 | 15 169    |
| 1985 | 17 476    |
| 1992 | 18 643    |
| 2001 | 19 036    |
| 2011 | 18 115    |
| 2021 | 16 797    |

Етническият състав включва 14 887 българи, 1524 цигани и 87 турци.

## Управление
Организирана политическа дейност водят АТАКА, БСП, Коалиция за Свиленград, ГЕРБ, ПП, Политическо движение „Социалдемократи“. Политически структури в града имат и СДС, НДСВ, ДПС, ДСБ и други по-малки партии.

## Икономика
Най-голямо значение за селското стопанство в района имат зърнените храни, сусамът, тютюнът, памукът и костилковите плодове – бадем, праскова и кайсия. Лозята дават грозде с голяма захарност, виреят и стафидните сортове. Бубарството е изгубило предишното си значение. Към момента хазартът и хазартният туризъм са основен поминък на града.

## Инфраструктура
Разположен в непосредствена близост с границите на България с Турция и Гърция, Свиленград е важен транспортен възел, през който минават паневропейски транспортни коридори 4, 9 и 10.
Непосредствено на северозапад от града преминават автомагистрала „Марица“ и Републикански път I-8, свързващи Капитан Андреево – Капъкуле на границата с Турция с вътрешността на страната. Автомагистралата има два изхода в близост до града – Свиленград и Свиленград-запад.
През града преминават също Републикански път II-80, свързващ автомагистрала „Марица“ с пункта Капитан Петко войвода – Орменион на границата с Гърция, Републикански път II-55, свързващ Свиленград със Северна България през Прохода на републиката, Републикански път III-505, свързващ Свиленград с Хасково през Източните Родопи, и Републикански път III-5509 до село Варник. Общински път свързва града със съседното село Мезек.
През Свиленград преминава железопътната линия, свързваща пункта Капитан Андреево – Капъкуле на границата с Турция със Симеоновград и железопътната мрежа на България. Отклонение от нея преминава през пункта Капитан Петко войвода – Орменион към Гърция. Железопътната гара на Свиленград е разположена в квартал „Капитан Петко войвода“.
При Свиленград река Марица е пресечена с 5 моста: старият мост на Мустафа паша, около който възниква градът и по който днес минава булевард „България“, пътен мост, по който преминава северният обходен път на града и Републикански път I-8, пътен мост, по който преминава Републикански път I-80, и два железопътни моста на линията Свиленград – Капитан Андреево, по-старият от които не се използва.
В Свиленград функционират 5 детски градини и 6 училища: 2 средни (Професионална гимназия по селско стопанство и икономика „Христо Ботев“ и Средно общообразователно училище „Д-р Петър Берон“), 2 основни (Основно училище „Иван Вазов“ и Основно училище „Любен Каравелов“), Начално училище „Христо Попмарков“ и Помощно училище-интернат „Стефан Василев“.

## Култура
В града се намира читалище „Просвета“, към което функционира младежки театър, смесен народен хор „Станко Панайотов“, група за стари градски песни „Чаровен поглед“, група за руски песни „Хармония“, духов оркестър, детска група за автентичен фолклор. Има и градски музей.

### Мост на Мустафа паша
Старият мост е единственият напълно запазен елемент от едновремешен цялостен комплекс от кервансарай, джамия, чаршия и хамам.
Свиленградският каменен мост е построен по нареждане на Дамад Мустафа паша през времето на султан Сюлейман Великолепни (1520 – 1566). За строителството са отишли 706 парапетни блока. Надписът в чест построяването на моста представлява мраморна барелефна плоча, поставена в средата на моста. Арабското изписване на думите „...вечно добро дело“ в надписа дава годината на завършването му 1529 г. Преводът на текста гласи:
| „ | Този мост построи, когато бе халиф най-великият от султаните султан Сюлейман хан, син на Селим хан, да бъде продължител на безопасността и сигурността му техния везир Мустафа паша-бог да го покровителства за това, което създава. И то [построяването на моста] бе най-дълготрайното негово добро дело през годината, на дата на която стана едно вечно добро дело. | “ |

### Църква „Света Троица“
Църквата е построена през 1834 г. с доброволните пожертвования на българите от трите махали на града. Преди това на мястото е имало къща, в която са се отслужвали български православни ритуали от свещеник, поддържани от българската общност в града. При опожаряването на града през 1913 г. църквата също изгаря, но при реставрацията формата ѝ била запазена.

### Училище „Христо Попмарков“
През 1847 – 1848 г. към църквата отваря врати първото светско училище в града. В периода 1872 – 1873 г. главен учител е бил Иван Вазов.

### Паметник на героите от войните за национално обединение
Поставен на площад „Свилена“, гранитният паметник почита паметта на над 100 загинали във войните герои от Свиленград и общината.

### Паметник на загиналите при щурма на Одрин 13 март 1913 г.
През 2008 г. в Свиленград е открит от президента на България първият паметник на героите от щурма на Одрин, изграден изцяло с дарения, имената на загиналите 1986 офицери и войнишки чинове са изписани със златни букви върху черни гранитни плочи увенчани с кръста за храброст. В града има и паметник на поручик Христо Топракчиев, първият български военен летец, загинал при изпълнение на служебния си дълг при злополука на 19 октомври 1912 г. в първите дни на Балканската война. Представлява модел на реактивен боен самолет с паметна плоча.

## Редовни събития
Всяка година, в последната пълна седмица на септември, се провежда традиционният есенен панаир.
Традиционен фолклорен фестивал – с международно участие.

## Известни личности
Родени в Свиленград
- Александър Кипров (1881 – 1931), български революционер
- Александър Попмавродиев (Попов, Мирко), учител и секретар на Свиленградския революционен комитет на ВМОРО между 1902 – 1903 година[22]
- Александър Стефанов (1880 – 1943), български революционер
- Анастас Разбойников (1882 – 1967), български революционер
- Ангел Диамандиев (1876 – 1941), учител и революционер
- проф. Александър Текелиев (р. 1942), композитор
- Атанас Венков (1940 – 2003) – професор, доктор на химическите науки, ръководител на катедра „Органична химия“ в Пловдивския университет „Паисий Хилендарски“.[23]
- Бахар Гачов, възрожденец
- Благой Каратансов (? – 1907), български революционер от ВМОРО, четник на Тане Николов,[24] подвойвода на Гьоре Ленищанец[25]
- Богомил Щъркалев (1936 – 1994) – магистър-фармацевт, помагал на много болни хора от града.
- Божин Фучеджиев – учител /1928 – 2009 г./
- Бинка Желязкова (1923 – 2011), кинорежисьор
- Васил Хаджиколев, куриер на ВМОРО, връзка с арестуваните българи в Одринския затвор
- Василка Гочева (1881 – 1909), учителка, член на революционния комитет в Димотика
- Василена Атанасова, актриса от Малък градски театър „Зад канала“
- Георги Василев (1880 – 1937), български революционер, деец на ВМОРО в Одринско
- Георги Ангелов Райков – Ангелачето (1880 – ?), български революционер, четник при Стефан Чолаков[26]
- Георги Недялков Карчев (1921 – 2011), главен фармацевт на БА, заслужил фармацевт на България, оз. полковник, допринесъл за изграждането на поликлиниката, помагал на много болни хора от града
- Георги Тенев (1864 – 1948), революционер
- Георги Трифонов (1873 – ?), български революционер
- Георги Тотев (? – 1912), български революционер
- Георги Саманджиев (1870 – след 1939), български учитгел и революционер, деец на ВМОРО в Одринско
- Георги Стоев, български революционер от ВМОРО
- Георги Фотев, член на революционнита организация през 1902 – 1903 г. и инспектор на българските училища в Одринско
- Георги Цукровски, руски лекар-емигрант, общински лекар на Свиленград (1942 – 1944). Днес в неговата къща се намира местният исторически музей[27]
- Георги Фетваджиев, р. 1944 г. професор, докто в Минно-геоложки университет, дългогодишен преподавател и ръкводител на катедра „Механизация на мините“
- Герасим Струмишки (1860 – 1918), български духовник и струмишки митрополит
- Димитър Георгиев, деец на ВМОРО
- Димитър Катерински (1879 – 1972), учител, представител на Свиленградския революционен район на конгреса на Петрова нива 1903 г.
- Димитър Попов, деец на ВМОРО[28]
- Елена Гачева, революционерка укрива революционен архив и оръжие
- Иван Коларов – учител, дългогодишен директор на френската гимназия в София (1977 – 1992 г.), кавалер на френския орден Ordre des Arts et des Lettres.
- Коста Дулев – професор, доктор на икономическите науки, ръководител на катедра „Организация иикономика на машиностроителното производство“ в Техническия университет – София, директор на Националния научноизследователския институт по труда.
- Конст. Димитров, български революционер от ВМОРО, четник на Никола Костов[29]
- Мария Варналиева Димирева, учителка основала женското дружество „Светлина“ през 1911 г.
- Мартин Камбуров, футболист
- Милко Калайджиев, фолк певец
- Михаил Сидеров (? – 1903), български революционер
- Невена Гачева, учителка, куриер на Одринския революционен комитет
- Павел Ганев, главен учител, революционер
- Павел Ковачев (1872 – 1959), революционер
- Петър Стоев Петров, учител и революционер, загинал като заточеник в Диарбекир
- Петър Стоев (1876 – 1900), български революционер от ВМОРО
- Спас Добрев, български революционер
- Спас Разбойников, първи кмет на града след освобождението през октомври 1912 г.
- Станислав Папазов – известен медицински брат, практикува в МБАЛ „Тракия“ – Стара Загора.
- Станко Панайотов, с помощта на Филип Кутев основава народен хор към читалище „Просвета“, а смесеният хор носи името на своя основател – Лауреат на много фестивали – носител на златни и сребърни медали.
- Станко Разбойников (1884 – 1971), български революционер
- Стефан Циганчев, оперен певец, бас, солист на Варненската опера, Народен артист
- Христо Арнаудов (1876 – 1908), войвода на ВМОРО
- Христо Атанасов (1965), български политик, депутат в XXXVI народно събрание, председател на Националния съвет на политическа партия „Либертас България“
- Христо Гачов Бахаров, член на революционния комитет, секретар на общинския съвет след освобождението в 1878 г.
- Христо Зидаров, български свещеник и революционер, деец на ВМОРО
- Христо Атанасов Хаджиколев, български революционер, избран през 1899 година за член на околийския комитет на ВМОРО[30]
- Янаки Илиев, революционер
- Яни Войнов, учител, участник в революционното движение
- Стоян Желязков (р. 1935) минен инженер, работил 33 години в Мини „Марица изток“ като ръководител в минния елит
- Валентин Сарандиев Ангелов, почетен гражданин на Свиленград, началник на пожарната от 1992 г.

Македоно-одрински опълченци
- Христо Арнаудов, 19-годишен, железар, ІІ клас, I рота на X прилепска дружина, убит на 26 юни 1913 година, медал „За военна заслуга“[31]

Починали в Свиленград
- Георги Скрижовски (1882 – 1925), български революционер
- Тодор Петков (1872 – 1937), български революционер
- Ивайло Балабанов (1945 – 2021), почетен гражданин на Свиленград, поет

Други
- Георги Фотев – професор, доктор на философските науки, директор на института по социология на БАН, министър на науката и висшето образование (1991 – 1992 г.). Роден в село Димитровче – община Свиленград, завършил средно образование в Свиленград.
- Христо Попмарков, главен учител и читалищен деятел в града, революционер родом от Копривщица